# Nghiêu
Đế Nghiêu (chữ Hán: 帝堯), còn gọi là Đào Đường Thị (陶唐氏) hoặc Đường Nghiêu (唐堯), là một vị vua huyền thoại của Trung Quốc thời cổ đại, một trong Ngũ Đế.
Trong thư tịch cổ, Đường Nghiêu thường được ca tụng là một vị vua tài giỏi và đạo đức, lòng nhân từ và sự cần cù của ông được coi là kiểu mẫu cho mọi bậc Đế vương khác của Trung Quốc. Buổi ban đầu lịch sử Trung Hoa, ba gương mặt sáng suốt gồm: Đế Nghiêu, Đế Thuấn và Đại Vũ rất thường được đề cập tới, và những nhà sử học thời sau tin rằng có thể họ đại diện cho những lãnh tụ của các bộ tộc liên minh đã thành lập nên một hệ thống trật tự chính phủ thống nhất trong một giai đoạn chuyển tiếp sang một xã hội phong kiến gia trưởng.
Đạo giáo tôn ông là Thiên Quan Đại Đế (天官大帝), sinh vào ngày tiết Thượng Nguyên.

## Thân thế
Theo Sử ký, Đế Nghiêu họ Y Kỳ (伊祁氏), có tên là Phóng Huân (放勳), là con trai của Đế Khốc, mẹ họ Trần Phong. Ông có người em khác mẹ là Đế Chí. Vì Nghiêu trước khi lên ngôi từng làm tù trưởng bộ lạc Đào, sau lại cải phong ở đất Đường nên có khi gọi kép là Đào Đường Thị (陶唐氏) hoặc gọi là Đường Nghiêu.
Cũng theo Sử ký, Đế Khốc mất, Đế Chí lên thay. Tuy nhiên, do Chí không có tài trị nước nên Phóng Huân thay ngôi, tức là Đế Nghiêu.
Theo truyền thuyết, Nghiêu lên ngôi khi 20 tuổi, thiện nhượng ở tuổi 90, mất ở tuổi 118 (có thể 117 hoặc 116) và ông truyền ngôi cho Thuấn, người được ông gả cho hai cô con gái từ trước. Trong nhiều cống hiến của mình, Đế Nghiêu được cho là đã phát minh ra cờ vây. Truyền thuyết Sào Phủ Hứa Do là một chuyện đời Đế Nghiêu. Nhân vật Bành Tổ cũng được cho là một nhân vật của thời Đế Nghiêu.
Trong thiên Thái Bá sách Luận ngữ, Khổng Tử ca ngợi Đế Nghiêu: "Làm vua như Nghiêu thật là vĩ đại thay! Thật là cao quý thay! Chỉ có trời là cao lớn nhất, cũng chỉ có Nghiêu là người biết dựa vào đạo trời. Công đức của Nghiêu to lớn không cùng, dân chúng không thể ca ngợi cho xiết. Công lao của Nghiêu vô cùng vĩ đại. Chế độ lễ nhạc do Nghiêu đặt ra vô cùng sáng tỏ, chiếu tỏa hào quang khắp mọi nơi"".

## Theo Trúc thư kỉ niên
Việc Nghiêu truyền ngôi cho Thuấn chứ không truyền ngôi cho con là Đan Chu thường được sử sách đời sau xem là tấm gương mẫu mực của việc chọn người tài đức chứ không vì lợi ích riêng tư của dòng họ.
Tuy nhiên, có ý kiến căn cứ vào Trúc thư kỉ niên, cuốn biên niên sử của nước Ngụy thời Chiến Quốc cho rằng:
Thuấn giam Nghiêu ở Bình Dương rồi cướp lấy ngôi vua.
Thuấn giam Nghiêu và không cho Đan Chu gặp cha.

## Gia quyến
- Hậu phi:

1. Nữ Hoàng (女皇), con gái của Tán Nghi Thị (散宜氏). Theo Thế bổn (世本) thì bà sinh ra Đan Chu.
2. Nữ Oánh (女莹), theo Đế vương thế kỷ (帝王世紀) thì bà sinh ra Đan Chu.

- Hậu duệ:

1. Nga Hoàng.
2. Nữ Anh.
3. Đan Chu.
4. Còn 9 người con là:
  - Đan Trung
  - Đan Nam
  - Đan Thiên
  - Đan Kí
  - Đan Thúc
  - Đan Mạnh
  - Đan Thơ
  - Đan Vân

## Trong văn học Việt Nam

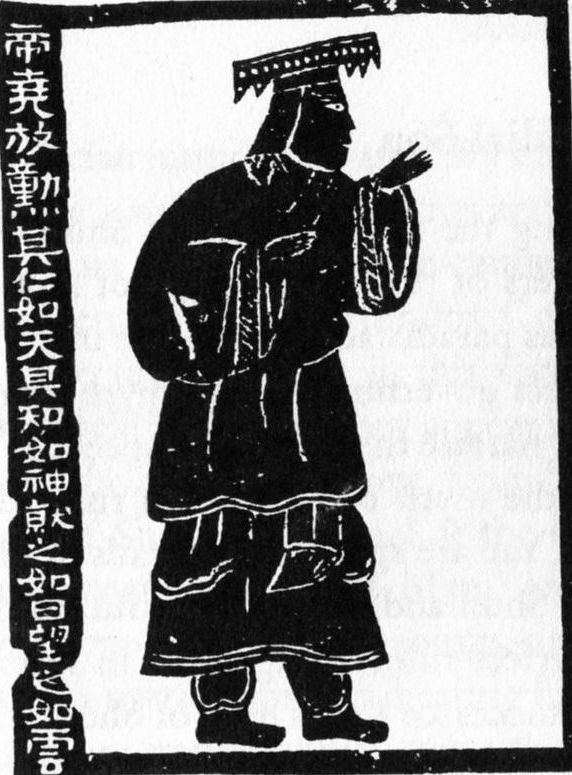
Tranh vẽ Đế Nghiêu thời nhà Hán
Chữ Hán: "Đế Nghiêu, Phóng Huân, Kỳ Nhân Như Thiên, Kỳ Tri Như Thần, Tựu Chi Như Nhật, Vọng Chi Như Vân" (帝堯放勲其仁如天其知如神就之如日望之如雲)

Trong văn học Việt Nam, thời Nghiêu, Thuấn được dùng làm điển cố miêu tả thời thái bình, (ngoài) đường không lượm của rơi, (trong) nhà khỏi lo đóng cửa.
Điển cố này ảnh hưởng trong văn học cũng như các khía cạnh khác của đời sống người Việt Nam, kể cả tôn giáo. Bài "Cư Trần Lạc Đạo Phú" của vua Trần Nhân Tông (sư tổ Thiền phái Trúc Lâm Yên Tử của Phật giáo) có câu:
Đức Bụt từ bi, mong nhiều kiếp nguyền cho thân cận;
Ơn Nghiêu khoáng cả, lọt toàn thân phô việc đã tha.
Các Hoàng đế Việt Nam cũng dùng Nghiêu Thuấn là mẫu mực cho việc cai trị. Bên trong Điện Thái Hòa ở Huế, ngay trên ngai vị có bài thơ:
Văn hiến ngàn năm dựng
Núi sông vạn dặm xa
Hồng Bàng thuở lập quốc
Nghiêu Thuấn vững sơn hà.

### Trong tôn hiệu thời Trần
Thời Trần, các Hoàng đế nhường ngôi cho con về làm Thái thượng hoàng, thường được đặt tôn hiệu có tên của vua Nghiêu, với ngụ ý truyền thuyết vua Nghiêu nhường ngôi cho vua Thuấn là người tài. Cách đặt này ngoài ngụ ý so sánh Thái Thượng hoàng như vua Nghiêu, còn so sánh vua kế vị như vua Thuấn.
- Trần Thái Tông, khi làm Thái thượng hoàng có tôn hiệu Hiển Nghiêu Thánh Thọ Thái Thượng Hoàng Đế (顯堯聖壽太上皇帝).
- Trần Thánh Tông, khi làm Thái thượng hoàng có tôn hiệu Quang Nghiêu Từ Hiếu Thái Thượng Hoàng Đế (光尧慈孝太上皇帝).
- Trần Nhân Tông, khi làm Thái thượng hoàng có tôn hiệu Hiến Nghiêu Quang Thánh Thái Thượng Hoàng Đế (憲堯光聖太上皇帝).
- Trần Anh Tông, khi làm Thái thượng hoàng có tôn hiệu Quang Nghiêu Duệ Vũ Thái Thượng Hoàng Đế (光尧睿武太上皇帝).
- Trần Minh Tông, khi làm Thái thượng hoàng có tôn hiệu Chương Nghiêu Văn Triết Thái Thượng Hoàng Đế (章堯文哲太上皇帝).